# Jairo Otero
Jairo Otero (Caracas, Venezuela; 11 de diciembre de 1993) es un futbolista ve nezolano que juega de delantero centro y actualmente se encuentra como agente libre.
Es hermano del también Futbolista Rómulo Otero

## Clubes
| Club                 | País                | Año                 | Partidos | Goles |
| -------------------- | ------------------- | ------------------- | -------- | ----- |
| Atlético Venezuela   | Venezuela           | 2013 - 2017         | 75       | 11    |
| Riffa Club           | Baréin              | 2018                | ?        | ?     |
| Deportivo Anzoátegui | Venezuela           | 2018                | 16       | 3     |
| ACD Lara             | Venezuela           | 2019                | 14       | 1     |
| Carabobo F.C.        | Venezuela           | 2019 - 2020         | 0        | 0     |
| Caracas F. C.        | Venezuela           | 2020 - 2022         | 0        | 0     |
| Total en su carrera  | Total en su carrera | Total en su carrera | 105      | 15    |